# Реактор (хоккейный клуб)
Хоккейный клуб «Реактор» Нижнекамск — молодёжная команда по хоккею с шайбой из города Нижнекамска, составленная из воспитанников хоккейного клуба «Нефтехимик» для участия в чемпионате МХЛ — молодёжной хоккейной лиге. Команда образована на смену бывшему фарм-клубу хоккейного клуба «Нефтехимик», носившему название «Нефтехимик-2».

## История
26 марта 2009 год на совместном собрании клубов Континентальной хоккейной лиги, руководства лиги и Федерации хоккея России было принято решение о создании МХЛ (в случае «Реактора» — команды «Нефтехимик-2»). ХК «Реактор» стал первым клубом МХЛ, который заявил для участия в чемпионате иностранного игрока. Им стал уроженец Харькова, (Украина), нападающий Шамиль Рамазанов. Однако, уже 15 сентября 2009 года контракт с ним был расторгнут.

### Лучшие бомбардиры команды
- 2009/10 — Айрат Зиазов — 83 (38+45)
- 2010/11 — Ярослав Альшевский — 55 (17+38)
- 2011/12 — Ансель Галимов — 49 (24+25)
- 2012/13 — Константин Колесников — 37 (15+22), Павел Куликов — 37 (12+25)
- 2013/14 — Андрей Мнихович — 57 (21+36)
- 2014/15 — Максим Кутявин — 37 (12+25)
- 2015/16 — Рафаэль Бикмуллин — 67 (34+33)
- 2016/17 — Разат Тимиров — 40 (18+22)
- 2017/18 — Арсен Хисамутдинов — 63 (23+46)
- 2018/19 — Арсен Хисамутдинов — 55 (26+29)
- 2019/20 — Андрей Чивилев — 64 (26+38)
- 2020/21 — Данил Михайлов — 64 (26+38)
- 2021/22 — Рауль Якупов — 45 (30+15)
- 2022/23 — Рауль Якупов — 61 (32+29)

### Выступления в МХЛ
| Сезон   | Регулярный чемпионат          | Плей-офф                 |
| ------- | ----------------------------- | ------------------------ |
| 2009-10 | 6-е место в МХЛ (22 команды)  | Поражение в 1/4 финала   |
| 2010-11 | 14-е место в МХЛ (29 команд)  | Поражение в 1/8 финала   |
| 2011-12 | 19-е место в МХЛ (32 команды) | Поражение в 1/8 финала   |
| 2012-13 | 20-е место в МХЛ (33 команды) | участие не принимал      |
| 2013-14 | 16-е место в МХЛ (40 команд)  | Поражение в 1/16 финала  |
| 2014-15 | 14-е место в МХЛ (39 команд)  | Поражение в 1/4 финала   |
| 2015-16 | 9-е место в МХЛ (31 команда)  | Поражение в 1/8 финала   |
| 2016-17 | 2 место в МХЛ (31 команда)    | Финалист Кубка Харламова |
| 2017-18 | 13-е место в МХЛ (33 команды) | Поражение в 1/2 финала   |
| 2018-19 | 13-е место в МХЛ (33 команды) | Поражение в 1/8 финала   |
| 2019-20 | 22-е место в МХЛ (34 команды) | В плей-офф не участвовал |
| 2020-21 | 29-е место в МХЛ (32 команды) | В плей-офф не участвовал |
| 2021-22 | 22-е место в МХЛ (34 команды) | В плей-офф не участвовал |

## Ежегодные результаты

### Регулярный чемпионат
Примечание: И — количество игр, В — выигрыши в основное время, ВО — выигрыши в овертайме, ВБ — выигрыши по буллитам, ПО — проигрыши в овертайме, ПБ — проигрыши по буллитам, П — проигрыши в основное время, ГЗ — голов забито, ГП — голов пропущено, О — очки.
| Сезон   | И  | В  | ВО | ВБ | ПБ | ПО | П  | О   | ГЗ  | ГП  |
| ------- | -- | -- | -- | -- | -- | -- | -- | --- | --- | --- |
| 2009-10 | 54 | 28 | 1  | 2  | 3  | 1  | 19 | 94  | 192 | 189 |
| 2010-11 | 53 | 26 | 2  | 3  | 1  | 0  | 21 | 89  | 176 | 171 |
| 2011-12 | 60 | 22 | 1  | 2  | 7  | 4  | 24 | 83  | 179 | 208 |
| 2012-13 | 60 | 24 | 2  | 1  | 3  | 2  | 28 | 83  | 157 | 191 |
| 2013-14 | 56 | 28 | 2  | 2  | 2  | 0  | 22 | 94  | 178 | 155 |
| 2014-15 | 54 | 24 | 1  | 7  | 2  | 2  | 18 | 92  | 162 | 129 |
| 2015-16 | 44 | 23 | 2  | 3  | 1  | 1  | 14 | 81  | 144 | 117 |
| 2016-17 | 60 | 36 | 2  | 2  | 5  | 2  | 13 | 123 | 187 | 132 |
| 2017-18 | 60 | 28 | 5  | 3  | 3  | 2  | 19 | 105 | 203 | 177 |
| 2018-19 | 60 | 29 | 2  | 2  | 3  | 2  | 22 | 71  | 174 | 162 |
| 2019-20 | 64 | 25 | 2  | 2  | 1  | 3  | 31 | 62  | 184 | 226 |
| 2010-21 | 56 | 9  | 4  | 1  | 1  | 4  | 37 | 33  | 140 | 230 |
| 2021-22 | 64 | 20 | 1  | 5  | 3  | 4  | 31 | 59  | 185 | 242 |

### Плей-офф
- Сезон 2009—2010

1/8 финала: Реактор — Шериф — 3-0 (8:3, 3:1, 1:0)
1/4 финала: Реактор — Кузнецкие медведи — 1-3 (4:7, 1:4, 3:1, 1:4)
- Сезон 2010—2011

1/8 финала: Реактор — Стальные лисы — 2-3 (4:3ОТ, 3:5, 4:6, 4:3, 4:5ОТ)
- Сезон 2011—2012

1/8 финала: Реактор — Омские ястребы — 0-3 (2:3, 1:5, 4:5)
- Сезон 2012—2013

Участие не принимали
- Сезон 2013—2014

1/16 финала: Реактор — Сибирские снайперы — 0-3 (1:4, 2:3ОТ, 3:6)
- Сезон 2014—2015

1/16 финала: Реактор — Сибирские снайперы — 3-0 (7:4, 4:2, 5:2)
1/8 финала: Реактор — Омские ястребы — 3-1 (5:4ОТ, 0:1, 3:2ОТ, 5:2)
1/4 финала: Реактор — Белые медведи — 0-3 (2:3ОТ, 2:8, 2:5)
- Сезон 2015—2016

1/8 финала: Реактор — Чайка — 2-3 (2:3Б, 1:4, 3:1, 3:2ОТ, 1:2ОТ)
- Сезон 2016—2017

1/8 финала: Реактор — Авто — 3-1 (1:2, 6:1, 5:2, 4:3ОТ)
1/4 финала: Реактор — Сибирские снайперы — 3-2 (5:2, 1:2, 3:1, 3:4, 6:1)
1/2 финала: Реактор — Алмаз — 3-1 (4:3Б, 4:1, 2:5, 4:1)
Финал: Реактор — Красная аримя — 0-4 (4:7, 1:6, 2:7, 1:2)
- Сезон 2017—2018

1/8 финала: Реактор — Стальные лисы — 3-2 (6:4, 2:8, 5:2, 4:5, 3:2ОТ)
1/4 финала: Реактор — Мамонты Югры — 3-0 (5:3, 3:1, 4:3)
1/2 финала: Реактор — Локо — 0-3 (1:2, 0:4, 1:8)
- Сезон 2018—2019

1/8 финала: Реактор — Толпар — 1-3 (2:0, 0:1, 1:2, 2:3ОТ)

## Участники Кубка Вызова МХЛ
- 2010 — Максим Березин З, Айрат Зиазов Н, Станислав Альшевский Н, Ярослав Альшевский Н
- 2011 — Станислав Альшевский Н, Ярослав Альшевский Н
- 2012 — Ансель Галимов Н
- 2013 — Павел Куликов Н
- 2014 — Андрей Мнихович Н
- 2015 — Тимур Булатов З
- 2016 — Камиль Фазылзянов З, Рафаэль Бикмуллин Н, Игорь Угольников Н
- 2017 — Булат Набиуллин Н
- 2018 — Разат Тимиров Н, Тимур Хафизов Н
- 2019 — Алексей Пузанов З, Арсен Хисамутдинов Н
- 2020 — Булат Мотыгуллин З
- 2022 — Роберт Чернов Н

## Стадион
Домашняя площадка — «Нефтехим Арена», вместимость — 5 500 чел.